# 墾丁高位珊瑚礁自然保留區
墾丁高位珊瑚礁自然保留區位於臺灣屏東縣恆春鎮，是依據《文化資產保存法》設立的自然保留區。此區位於墾丁國家公園內，鄰近墾丁森林遊樂區，具有台灣唯一保存完整的高位珊瑚礁森林生態系。

## 外部連結
- 林務局自然保育網--墾丁高位珊瑚礁自然保留區 （页面存档备份，存于）
- 臺灣大百科全書--墾丁高位珊瑚礁自然保留區 （页面存档备份，存于）